# Преображенский, Виктор Петрович
Виктор Петрович Преображенский (5 января 1908 года, Омск — 27 мая 1984 года) — советский художник, художник-маринист. Член Союза Северных художников (1936) и Союза художников СССР (с 1939). 
Когда художнику было восемь лет, его семья переехала в Архангельск. После окончания в 1928 году Вятского художественного-промышленного техникума у А. Н. Князева и М. А. Демидова Преображенский вернулся в Архангельск, где и работал учителем рисования в школах города, художником-постановщиком в Театре рабочей молодежи (ТРАМ), а в 1932—1936 годах был руководителем студии Изобразительного искусства рабочей молодёжи.
В 1936 году участвовал в первой краевой выставке картин «Союза северных художников». Член Союза Северных художников (1936—1939). Член Союза художников СССР с 1939 года.
Скончался 27 мая 1984 года. Похоронен в г. Архангельске на Жаровихинском кладбище.

## Основные работы
- «В Баренцевом море» (1955)
- «В районе промысла» (1956)
- «В полярных широтах» (1956)
- «После шторма» (1957)
- «Северное сияние. Северным морским путём» (1967)